# احمد سهراب
میرزا احمد سهراب، (۱۲۷۲–۱۳۳۷) نویسندهٔ بهائی ایرانی-آمریکایی و بنیان‌گذار «انجمن تاریخ جدید» و «کاروان شرق و غرب» در نیویورک بود که در سال ۱۹۳۹ از آیین بهائی طرد شد.

## زندگی‌نامه

### کودکی
او سال ۱۲۷۲ در شهرستان سده یا خمینی‌شهر واقع در استان اصفهان به دنیا آمد. پدر او عبدالباقی حاکم اصفهان بود. در چندماهگی، مادر خود را-که زن نوجوانی بود-از دست داد؛ به همین دلیل، توسط مادربزرگش در شهر اصفهان نگهداری شد. پدر و مادر او خود را از نسل حسین بن علی، نوهٔ محمد می‌دانستند.

### انجمن تاریخ جدید

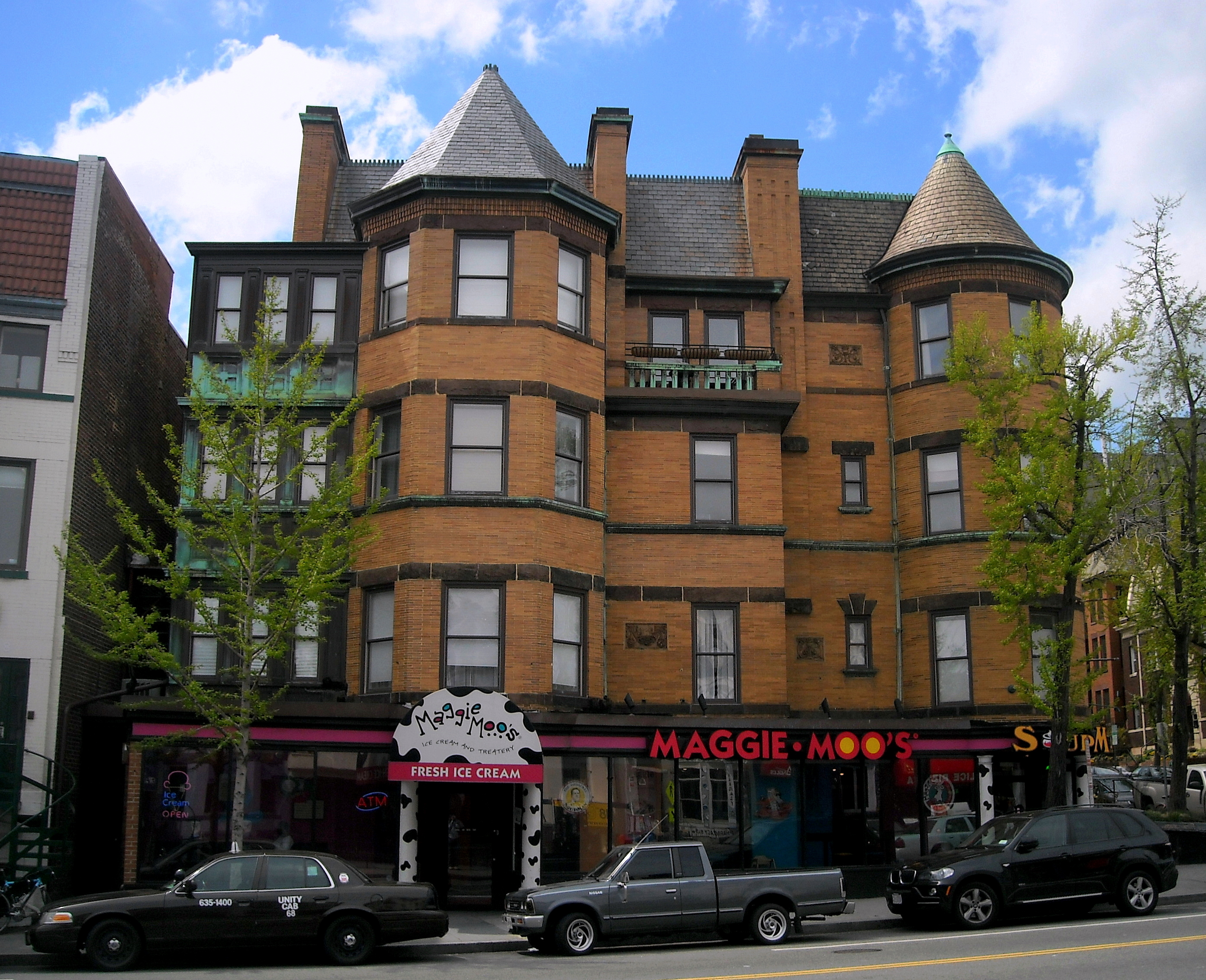
محل زندگی قبلی احمد سهراب در واشینگتن

او در سال ۱۲۹۰ مؤسسه‌ای به‌نام جامعهٔ علمی فارسی-آمریکایی تأسیس کرد. در اواخر سال ۱۲۹۰ برای انجام کارهایش به اروپا از طریق اقیانوس سفر کرد. او منشی و مترجم عبدالبهاء، رهبر دوم برخی بهائیان، بین سال‌های ۱۲۹۱ و ۱۲۹۸ بود. بعد از آن و هنگامی که ساکن لس آنجلس بود در تهیهٔ فیلمنامهٔ فیلمی در رابطه با مریم مجدلیه به بازیگری والسکا سورات دست داشت. او لازم دید که برای بحث در مورد مسائل تجاری در رابطه با فیلمنامه با خانم سارات به نیویورک برود. در نیویورک توسط خانم سارات با لویس چانلر و همسرش آشنا شد. آن‌ها با کمک یکدیگر در سال ۱۳۰۸ انجمن تاریخ جدید را تأسیس کردند تا به‌صورت غیرمستقیم تعالیم بهائی را نشر دهند. او در سال ۱۳۰۹ برای دریافت شهروندی آمریکا درخواستی را به دادگاه منطقه‌ای شهر نیویورک ارسال کرد. در آن درخواست بیان کرده بود که ۳۹ سال دارد و در خیابان ۵۰ شرقی پلاک ۲۸ سکونت دارد.

### کاروان شرق و غرب
انجمن تاریخ جدید در سال ۱۳۰۹ دست به تأسیس کاروان شرق و غرب زد و منزل قبلی چانلر در نیویورک را خانه کاروان خواندند. هدف این مؤسسه، آماده‌سازی جوانان و نوجوانان برای عضویت در انجمن تاریخ جدید بود. این گروه فصلنامهٔ کاروان را نیز منتشر می‌کردند. در همین فصلنامه زندگی‌نامهٔ احمد سهراب برای اولین بار منتشر شد. زندگی‌نامهٔ او پس از مرگش نیز با کمی تغییرات انتشار یافت.
کاروان شرق و غرب یک حرکت آموزشی با محوریت فعالیت‌های با مخاطب‌های بین‌المللی است. این مؤسسه دارای ۱۳۰۰ شعبه در ۳۷ کشور دنیا و حدود ۱۰۰ هزار عضو شامل کودکان، نوجوانان و بزرگسالان است. در باب نشریات، مجلات کاروان (به انگلیسی: Caravan) و راهنمای دوستداران قلم (به انگلیسی: Pen Friends Guide) به ترتیب به‌صورت فصلی و ماهانه چاپ می‌شوند که موجب اطلاع‌رسانی به خیل عظیم مخاطبانش بود و در نتیجه به پیشرفت و تأثیرگذاری این حرکت کمک می‌کند. انجمن تاریخ جدید و کاروان شرق و غرب یک حرکت برای نشر تعالیم بهائی بدون وابستگی به مؤسسات آئین بهائی است.
سهراب تعدادی کتاب، جزوه و فیلم‌نامه پس از نوشتن کتابی به همراهی جولی چانلر همسر لوئیس چانلر در سال ۱۳۱۲ منتشر کرده بود. کتاب مشترک آن‌ها یک بررسی اجمالی در مورد وقایع مرتبط با حرکت‌های بهائی بوده‌است و شامل توضیحاتی در مورد اتفاقات مربوط به باب، بهاءالله، طاهره و عبدالبهاء است. کتاب دارای عکس‌هایی است که بعضی از آن‌ها منحصر به فرد است.

### طرد
احمد سهراب با ایجاد مؤسسات اداری در آئین بهائی، مخالف بود. پس از درگذشت عبدالبهاء، احمد سهراب و چندی از مبلغان بهائی نظیر عبدالحسین آواره به امید رسیدن به ریاست در جامعهٔ بهائی اصرار داشتند که بیت‌العدل اعظم بلافاصله تشکیل شود. شوقی افندی، رهبر وقت جامعهٔ بهائی اما به این نتیجه رسیده بود که برای انتخاب بیت‌العدل اعظم ابتدا باید محافل روحانی بهائی که نهادهایی انتخابی هستند در سطح محلی و ملی تشکیل شود تا زمینه برای انتخابات بیت‌العدل اعظم که یک نهاد بین‌المللی است فراهم آید. احمد سهراب از این رو از در مخالفت با تشکیل این نهادها، به خصوص در آمریکا، برآمد. در همین راستا احمد سهراب به محفل روحانی بهائیان نیویورک اجازهٔ هیچ نوع نظارتی را بر «انجمن تاریخ جدید» نمی‌داد. خانم چانلر سعی کرد تا مشکلات بین سهراب و هوراس هولی، یکی از افراد اصلی مدیریت بهائیان آمریکا، را حل و فصل کند. ولی سهراب با هرگونه نظارت محفل روحانی بهائیان نیویورک در مسائل انجمن تاریخ جدید مخالفت بود. مقابله و مخالفت سهراب و چانلر با محفل ملی آمریکا در نهایت منجر به طرد آن‌ها از جامعهٔ بهائی شد. همسر و دختر سهراب به شوقی افندی معتقد ماندند و نام‌های خود را عوض کردند.

### شکایت قضائی
در سال ۱۳۲۰، آلن مک دانیل به همراه چند نفر دیگر از اعضای محفل ملی بهائی آمریکا یک شکایت قضائی علیه سهراب با هدف متوقف کردن او از استفاده از نام بهائی تنظیم کردند. محفل ملی گمان کرده بود که این استفاده از نام بهائی باعث شده‌است که افراد گمان کنند که او نمایندهٔ رسمی آئین بهائی بوده و با آن مرتبط است.
این شکایت در دادگاه اعلای منطقهٔ نیویورک تنظیم شد. قاضی سهراب را تبرئه کرد و بیان کرد که "شاکی حق انحصاری استفاده از نام یک اعتقاد را ندارد و متهم که خود را یکی از معتقدان به همان دین می‌داند به همان اندازه حق استفاده از نام آن دین را دارد"… قاضی بیان کرد که درخواست برای دادگاه تجدیدنظر موجود است و محفل ملی نیز این درخواست را تنظیم کرد. ولی دادگاه تجدیدنظر نیز نظر دادگاه بدوی را تأیید کرد.

### همکاری با دیگر مخالفان شوقی افندی
پس از طرد، سهراب با دیگر مخالفان شوقی افندی متحد شد. یکی از نتایج این اتحاد یک شکایت قضائی توسط قمر بهائی، جلال نوه میرزا موسی و چندی دیگر در حدود سال ۱۳۲۹ و ۱۳۳۰ علیه شوقی افندی برای انجام تغییرات عمرانی عمده در اطراف آرامگاه بهاءالله بود. یکی از شاهدهای اصلی آن‌ها، نیّر افنان بود که کمی پیش از بررسی شکایت فوت کرد و شکایت بی‌نتیجه ماند. یکی از مهم‌ترین اتقافات مربوط به این موضوع، همایشی در اواخر دههٔ ۱۹۵۰ میلادی بود که در فاماگوستا تشکیل شد. نمایندگان سه نسل اصلی افرادی که بهائیان آنان را ناقضین عهد و میثاق می‌نامند در این همایش شرکت کردند: جلال ازل نمایندهٔ پیروان یحیی صبح ازل، عصمت و دیگران نمایندهٔ میرزا محمدعلی نوری و احمد سهراب نمایندهٔ مخالفان تشکیل مؤسسات اداری بهائی. یکی از اهداف این همایش، ساختن آرامگاهی بر روی قبر میرزا یحیی بود. برای این هدف مقداری پول جمع‌آوری شد ولی بعدها مبلغ جمع‌آوری شده ناپدید شد و پروژه به جایی نرسید. موژان مؤمن در رابطه با اتحاد این سه گروه می‌نویسد:
در تئوری، نسل دوم که بهاءالله را قبول داشتند نباید هیچ رابطه‌ای با نسل اولِ پیروان میرزا یحی ازل، دشمن بهاءالله، داشته باشند. به صورت مشابه، نسل سوم که خود را پیروان راستین عبدالبهاء می‌انگاشتند، نباید هیچ رابطه‌ای با نسل دوم که مخالفان سرسخت عبدالبهاء بودند، داشته باشند، تا چه رسد به ارتباط با نسل اول؛ ولی در واقعیت، یک ارتباط بسیار مستحکم بین این نسل‌ها تشکیل شد.

### سال‌های آخر عمر
«کاروان شرق و غرب» از انجمن مادر، بزرگ‌تر شد و در نهایت تمام ارتباطش را با آئین بهائی قطع کرد و به یک انجمنِ دوستان مکاتبه‌ای با آرمان‌هایی اجتماعی بدل شد. همچنین منابع متنوعی در رابطه با گالری هنری کاروان در همان آدرس موجود است؛ و همچنین منابعی در مورد نوشته‌های سهراب و خانم چانلر در هنر نمایشی موجود است. سهراب در ۳۱ فروردین ۱۳۳۷ درگذشت. در آگهی فوتش این‌گونه آمده بود: «رهبر انقلاب تحرکات بهائی در آمریکا و یکی از مدیران کاروان شرق و غرب». «انجمن تاریخ جدید» از بین رفته‌است و بعد از سهراب، دوامی نیافت. خانهٔ کاروان نیز به سرنوشت مشابهی دچار شد.

## آثار
در سال ۲۰۰۴ میلادی پروژهٔ اچ‌بهائی نوشته‌های میرزا احمد سهراب را که بیش از هشت سال به‌عنوان منشی و مترجم در خاورمیانه و در سفرهای اروپایی و آمریکایی عبدالبهاء در خدمت او بود، به شکل دیجیتالی درآورد.
- The Song of the Caravan. Another ed. also 1930, New York, The Grayzel Press ed. , xii, 410. New York: George Dobsevage for the New History Foundation, 1930.
- Heart Phantasies, (sometime before 1929), date uncertain.
- The New Humanity, appeared daily for some time in a Santiago newspaper, (sometime before 1929), date uncertain.
- `Abdu'l-Bahá in Egypt. New York: J. H. Sears & Co for the New history Foundation, 1929. Approved by the Publishing Committee of the National Spiritual Assembly of the Bahá'ís of the United States and Canada. Digitally republished, East Lansing, Mi. : H-Bahai, 2005.
- `Abdu'l-Bahá in Egypt on Bahai Library
- Living Pictures. In the Great Drama of the 19th Century. (with Julie Chanler) New York: The New History Foundation, 132 E 65th St, New York, 1933. Reprinted. H-Bahai: Lansing, Michigan, 2004.
- I Heard Him Say. Words of `Abdu'l-Bahá as Recorded by his Secretary. New York: The New History Foundation, 1937. Digitally republished, East Lansing, Mi. : H-Bahai, 2004
- The Bible of Mankind, (ed.) 743 pp. , Universal Publishing Co. , 132 E 65th St, N.Y. , 1939.
- A Persian Rosary of Nineteen Pearls. 2nd. ed. New York, Caravan of East & West, n.d. [194-?] 3rd. ed. New York, Caravan of East & West, n.d. [195-?] ed. , [4]. New York: New History Society, n.d. [1939].
- `Abdu'l-Bahá's Grandson: Story of a Twentieth Century Excommunication. New York: Universal Publishing Co for The New History Foundation, 1943. Reprinted. H-Bahai: Lansing, Michigan, 2004.
- Brand, Max and Mirza Ahmad Sohrab [libretto Max Brand, and Julie Chanler; Music Max Brand]. The Gate: Scenic Oratorio for Soli, Chorus, and Orchestra in Two Parts (19 Scenes). 61. New York: Associated Music Publishers, 1944.
- The Will and Testament of `Abdu'l-Bahá, An Analysis. New York: Universal Publishing Co, 1944. Reprinted. H-Bahai: Lansing, Michigan, 2004.
- The Story of the Divine Plan. Taking Place during, and immediately following World War I. New York: The New History Foundation, 1947. Digitally republished, East Lansing, Mi. : H-Bahai, 2004.
- Ioas, Leroy, Mrs Lewis Stuyvesant [Julie Chanler] Chanler, and Ahmad Sohrab. Three Letters. [11] leaves. New York: Caravan of East and West, 1954.
- Living Schools of Religion. Vergilius Ferm, ed. Ames, Iowa: Littlefield, Adams & Co. , 1956. Chapter 19, "The Bahá'í Cause," by Mirza Ahmad Sohrab (pages 309-14)
- My Bahá'í Pilgrimage. Autobiography from Childhood to Middle Age. New York: New History Foundation, 1959. Reprinted. H-Bahai: Lansing, Michigan, 2004.